# Wierzenia Azteków

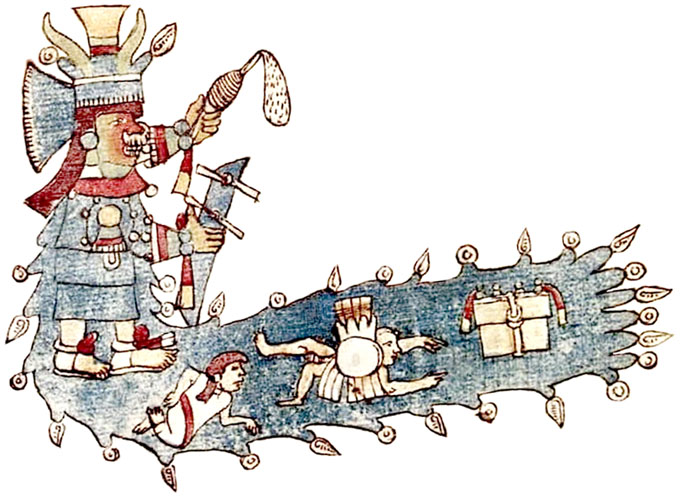
Chalchiutlicue z Kodeksu Borgia

Religia Azteków – wierzenia plemion Mezoameryki nie są dokładnie znane. Brak przekazów pisemnych, nieodczytane wszystkie rodzaje zachowanych pism, wielowątkowość przekazów ustnych, nakładanie się kultur plemion wędrujących przez Wyżynę Meksykańską i inne, podobne zjawiska, stworzyły barwną mozaikę podań, często sprzecznych ze sobą, opowiadających różne historie o tych samych zjawiskach. Po podboju Ameryki przez hiszpańskich konkwistadorów, wiele śladów dawnej kultury zostało zniszczonych przez najeźdźcę. Miejscowej ludności została siłą narzucona religia chrześcijańska. Część mitów przetrwała w opowieściach do dziś, ulegając różnym modyfikacjom. Jednym z pierwszych, którzy zaczęli spisywać dawne mity, był franciszkański zakonnik, kronikarz Bernardo de Sahagún, autor dzieła Historia General de las Cosas de Nueva España. Jest to mitologia dotycząca przede wszystkim Azteków. Jednak, zdaniem wielu badaczy, Aztekowie przejęli wierzenia wcześniejszych cywilizacji, uzupełniając je wiarą w swojego plemiennego boga Huitzilopochtli (Uitsilopocztli, Vitzilopochtli, Huitzipustli). Wyznania Azteków też nie były jednorodne. Rozwarstwienie spowodowane było z jednej strony zróżnicowanymi normami i obrzędami dotyczącymi warstw społecznych, z drugiej wieloetniczną strukturą społeczeństwa podporządkowaną wojownikom przybyłym na tereny wcześniej zamieszkane przez inne plemiona. Na tę mozaikę nakłada się dążenie nielicznych jednostek do uporządkowania systemu religijnego. Jedną z głównych postaci tego nurtu był Nezalhualcoyotl, władca Texcoco, uczestnik trójprzymierza. Zmierzał on do zastąpienia powszechnego politeizmu religią henoteistyczną, czyli uznającą panteon bóstw, na którego czele stoi bóstwo najwyższe. Dążenia kapłanów do ujednolicenia religii zostały przerwane najazdem konkwistadorów.

## Stworzenie świata

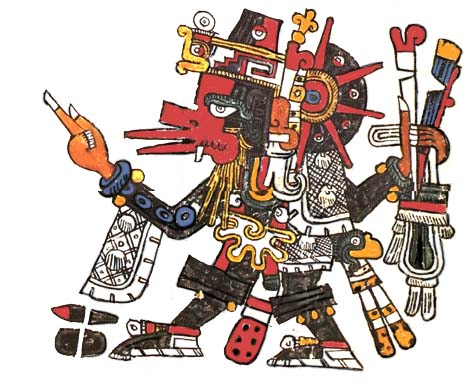
Quetzalcoatl z Kodeksu Borgia.

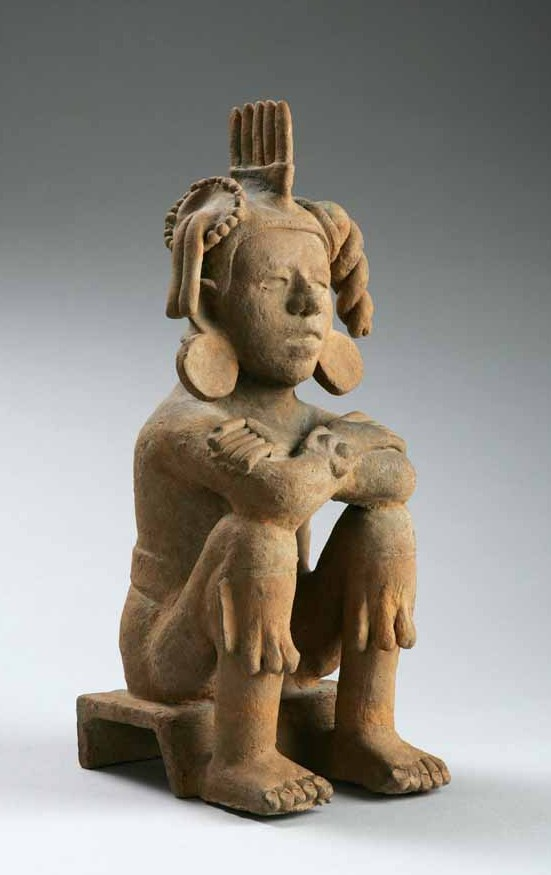
Xochipilli.

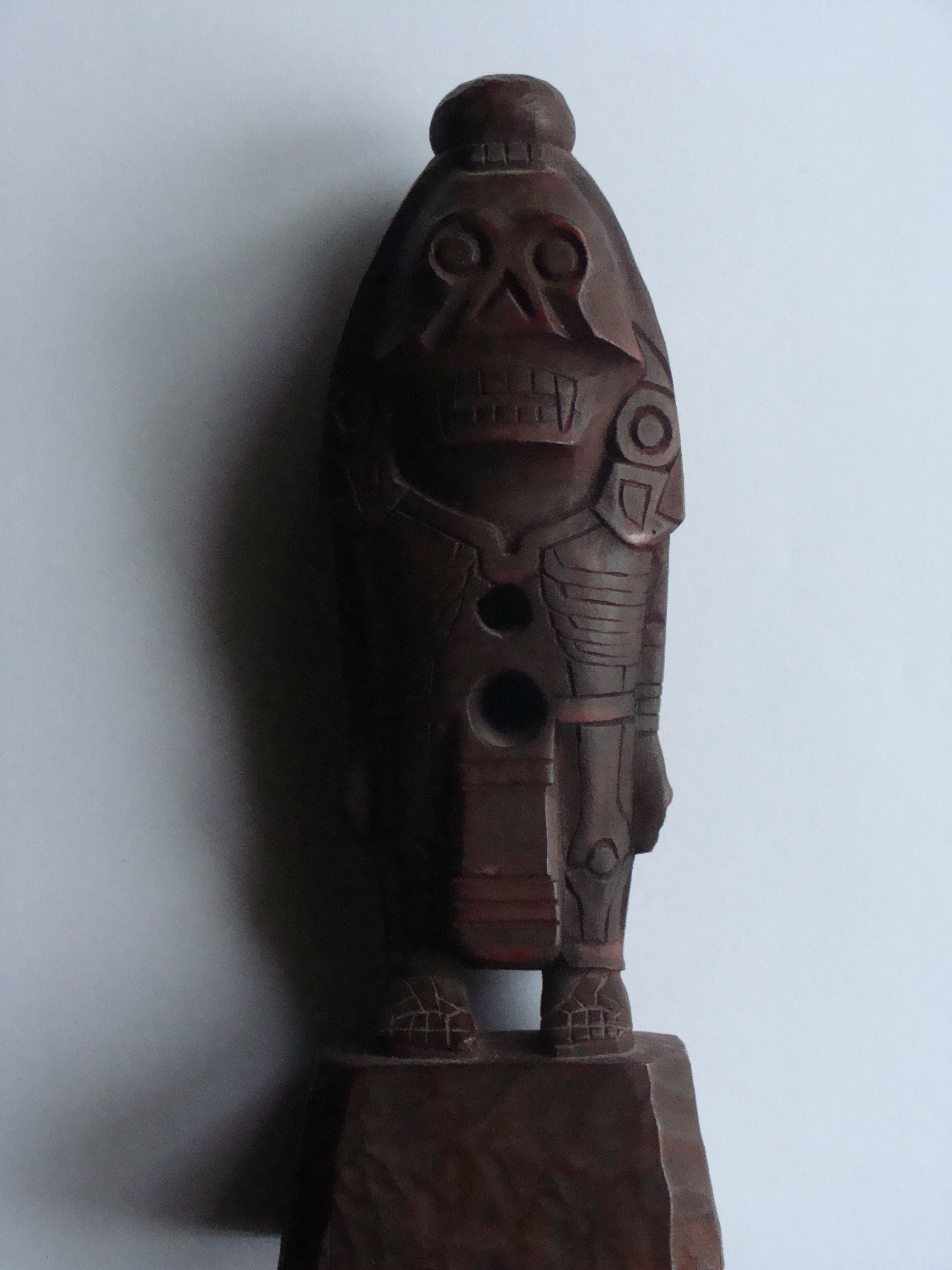
Bóg Xolotl, przewodnik po podziemnym świecie Mictlan.

Zgodnie z wierzeniami azteckimi, najwyższą władzę w azteckim panteonie sprawował Ometeotl (Dwa Bóg), dwoisty bóg-stwórca składający się z pierwiastka męskiego Ometecuhtli (Pan Dwoistości) i żeńskiego Omecihuatl (Pani Dwoistości ). Zasiadali oni w najwyższym niebie – według wierzeń azteckich miało być 13 (według innych wersji 12 lub 9) poziomów nieba. Spłodzili czwórkę synów: najstarszy Tlatlauhqui Tezcatlipoca urodził się czerwony, drugi Yayauhqui Tezcatlipoca urodził się czarny, trzecim był Quetzalcoatl, albo Yohualli Ehecatl, najmłodszym zaś Huitzilopochtli (Omotecutli, Maquizcoatl), który urodził się leworęki i bez ciała (miał tylko kości). Pan i Pani Dwoistości powierzyli swoim synom stworzenie świata. Dwaj starsi synowie polecili wykonać pracę swoim młodszym braciom. Stworzyli zatem ogień i połowę słońca. Następnym ich dziełem był mężczyzna, któremu nakazali pracować w polu oraz kobieta, która w darze otrzymała ziarna kukurydzy i warsztat tkacki. Później stworzyli kalendarz, dzieląc go na miesiące i dni, bogów piekła, niższe poziomy nieba i bogów tam zamieszkujących. Następnie stworzyli wodę i rybę (według innych wersji kajmana). Z ryby uczynili ziemię. Słońce, którego była tylko połowa, nie ogrzewało dobrze ziemi. Zatem bogowie przystąpili do dzieła stworzenia jego drugiej połowy. Pierwszym słońcem (Nahui Ocelotl) stał się Tezcatlipoca. Ziemię zamieszkiwali w tym czasie giganci. Tezcatlipoca był słońcem 13 razy po 52 lata. Po tym czasie Tezcatlipoca, uderzony kijem przez Quetzalcoatla, spadł do wody. Słońce przestało istnieć, giganci też zginęli. Trzeba było ponownie zaludnić ziemię. Kolejnym słońcem (Nahui Ehecatl) został Quetzalcoatl. Jego epoka trwała tyle samo czasu, co epoka pierwszego słońca. Tym razem katastrofę spowodował Tezcatlipoca. Kopnął Quetzalcoatla i uczynił tak wielki wiatr, że znów trzeba było zaludnić ziemię od nowa. Trzecim słońcem (Nahui Quiahuitl) został bóg deszczu Tlaloc. Ogień spuszczony z nieba znów spowodował kataklizm, czwartym słońcem (Nahui Atl) była żona Tlaloca – Chalchiuhtlicue. Jej epokę zakończyła woda – opady deszczu były tak ogromne, że niebo spadło na ziemię. Bogowie stworzyli czterech ludzi i wraz z nimi podnieśli je. Idąc po niebie Tezcatlipoca i Quetzalcoatl uczynili drogę mleczną. Aby stworzyć kolejne, piąte już słońce, bogowie poświęcili swoje życie, oddając własną krew by wprawić je w ruch (jednak jako nieśmiertelni pojawiają się w dalszych mitach). Aby odrodzić człowieka Quetzalcoatl musiał zejść do podziemnego świata Mictlanu. Wędrówka ta łączyła się z wieloma niebezpieczeństwami. Tam otrzymał prochy zmarłych (według niektórych wersji ich kości). Z nich, ofiarując własną krew, powołał do życia człowieka na nowo. Jest wiele różnych wersji tych mitów, ale wszystkie mówią o poświęceniu się bogów przy tworzeniu świata. Zgodnie z wierzeniami azteckimi, żyli oni w piątej epoce. Kolejność epok, poszczególnych słońc, przyjmowana była w różny sposób. Wersja zachowana na azteckim kalendarzu, zwanym też Kamieniem Słońca (Piedra del Sol) przedstawiała się następująco:
Słońce Ziemi – Nahui Ocelotl
Słońce Wiatru – Nahui Ehecatl
Słońce Ognia – Nahui Quiahuitl
Słońce Wody – Nahui Atl
Słońce Ruchu – Nahui Ollin

## Ofiary z ludzi
Zgodnie z wierzeniami Azteków, byli oni narodem wybranym. Ciążył na nich obowiązek pełnienia odpowiedzialnej misji związanej z karmieniem słońca, by miało siły wędrować po niebie. Słońce karmione musiało być ludzką krwią i bijącymi jeszcze sercami. Był to zaszczytny i ciężki obowiązek, związany z wcześniejszym poświęceniem się bogów. Azteccy wojownicy, którzy napoili słońce krwią, w nagrodę mieli prawo przyłączyć się do orszaku swojego boga. Po kilku latach wracali na ziemię w postaci motyli lub kolibrów. Ofiarowywani byli zazwyczaj jeńcy wojenni. Aby ich liczba była wystarczająca, organizowane były tzw. wojny kwietne. Ci, którzy zmarli w inny sposób, trafiali do podziemnego świata, gdzie ulegali unicestwieniu. Wyjątek stanowili zmarli, których śmierć miała związek z wodą, ich dusze trafiały do raju Tlaloca, Tlalocanu. Dusze niemowląt trafiały do nieba. Słońce nie było jedynym bogiem oczekującym na ofiarę z życia człowieka. Bóg deszczu Tlaloc oczekiwał ofiar z życia dzieci. Łzy niemowląt miały sprowadzać deszcz. Obrzędy religijne Azteków związane były z wieloma rytuałami, poprzedzane tańcami, procesjami. Miały też odpowiednią oprawę w postaci wielobarwnych strojów, masek rytualnych. Aztekowie wierzyli, że wszystko co istnieje, swoje życie, jedzenie i picie, słońce i deszcz, zawdzięczają łaskawości bogów, ich poświęceniu. Bogowie przez swoją łaskę i ofiarę dali życie. Dlatego powinnością Azteków było oddawać im cześć i składać ofiary. Różni kronikarze rozmaicie szacują liczbę ofiar. Biskup Zumarraga, jeden z pierwszych dostojników kościelnych w Meksyku, podaje, że przed wizerunkami azteckich bóstw ginęło rocznie około 20 000 ludzi, jednak skala zjawiska jest trudna do oszacowania, gdyż źródła hiszpańskie mogą być bardzo przesadzone. Od 1990 roku w Calpulalpan archeolodzy odnaleźli ślady zamordowania i złożenia przez Azteków w ofierze 550 jeńców. Odnaleziono także ślady kanibalizmu na jeńcach .
Przy niektórych okazjach podrzynano ofiarom gardło, a potem rozcinano klatkę piersiową i wyrywano serce. Kiedy indziej serce wyrywano żyjącemu człowiekowi. Czasami zabitych obdzierano ze skóry, a w czasie niektórych uroczystości robiono to żyjącej ofierze.

## Upuszczanie krwi i samookaleczenia
Poza ofiarami z ludzi, przy wielu okazjach Aztekowie dokonywali upuszczania krwi. Zwykle dotyczyło to władcy lub kapłanów, ale przy niektórych okazjach upuszczali sobie krew wszyscy ludzie. Taka sytuacja miała miejsce co 52 lata, w momencie zrównania dwóch kalendarzy – xiuhpohualli i tonalpohualli. W czasie uroczystości zwanej toxiuh molpilia – zawiązują się nasze lata, wszyscy ludzie, włącznie z dziećmi i niemowlętami upuszczali sobie krew poprzez nacinanie płatków swych uszu. Dzieciom i niemowlętom uszy nacinali rodzice.
Przy innych okazjach nacinano sobie ramiona, uda, genitalia.
Aztekowie dokonywali też samookaleczeń za pomocą kolców agawy i innych ostrych narzędzi, m.in. obsydianowych lub krzemiennych noży.

## Najważniejsi bogowie Azteków

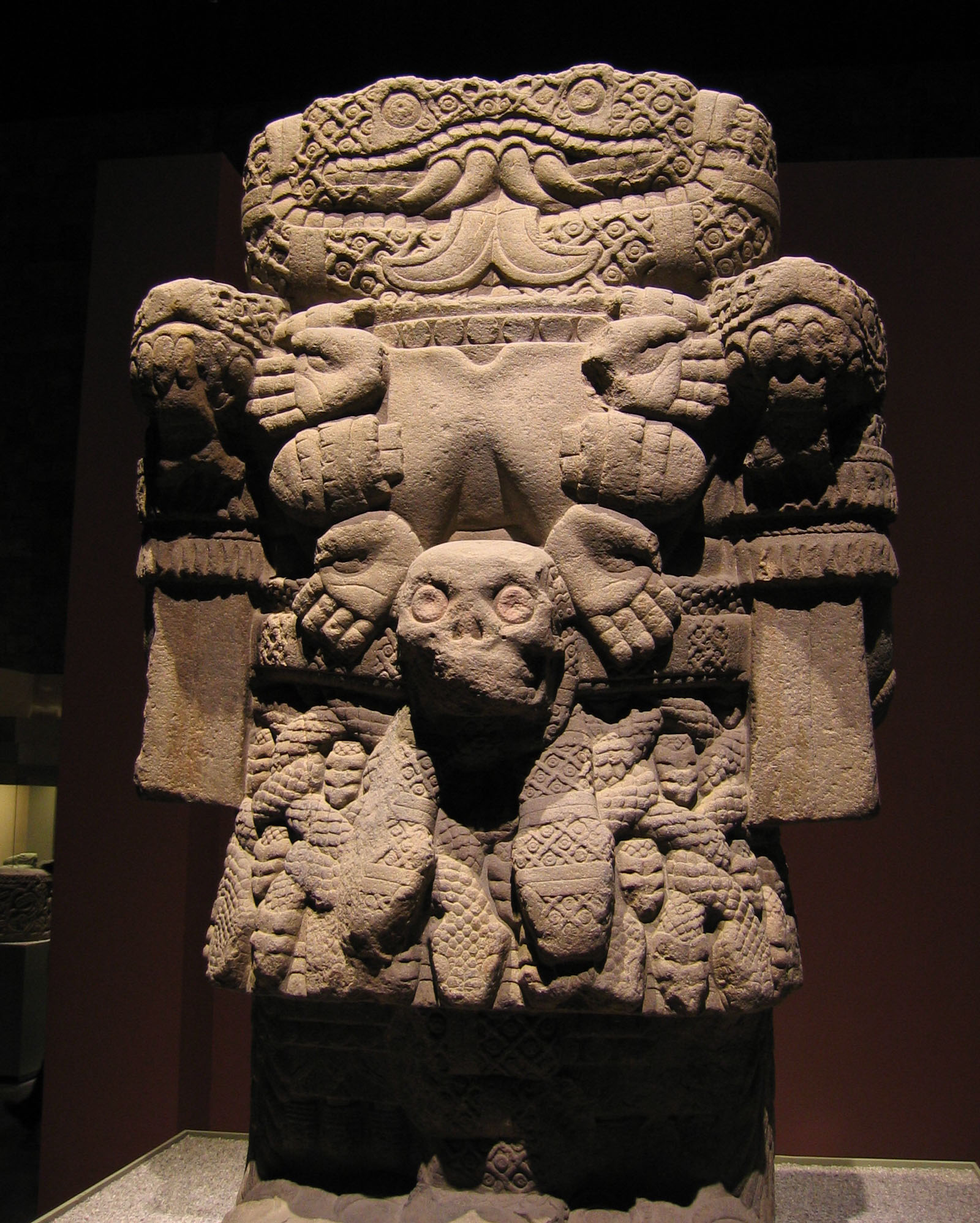
Posąg Coatlicue, bogini ziemi

- Quetzalcoatl – wąż o piórach ptaka, który stworzył ludzi. Uosabiał ziemię, dzienne niebo i wiatr.
- Huitzilopochtli – koliber, bóg wojny i słońca w zenicie, narodowy bóg Azteków.
- Tezcatlipoca – bóg-stwórca występujący pod dwiema postaciami.

## Inni bogowie
- Amimitl – bóg ryb, rybaków i jezior
- Centeotl – bóg kukurydzy
- Centzon Totochtin – bóg pijaństwa
- Chalchiuhtlicue – bogini wód
- Chalchihuihtotolin – nagual boga Tezcatlipoca
- Chalmecatecuhtli – bóg ofiar
- Chantico – bogini domowego ognia i wulkanów
- Chicomecoatl – bogini pożywienia i kukurydzy
- Cihuacoatl – bogini płodności i ziemi
- Cipactonal bogini kalendarza i astrologii
- Citlalincue – bogini nieba
- Coatlicue – bogini ziemi
- Coyolxauhqui – bogini księżyca
- Huehuecoyotl – bóg ognia i rozkoszy
- Huehuetéotl – bóg ognia
- Huixtocihuatl – bogini soli
- Ilamatecuhtli – bogini ziemi, śmierci, starego zboża i suchej kukurydzy
- Itzpapalotl – bogini ognia i gwiazd
- Ixcuina – bogini cielesności, prostytutek i rozwodów
- Ixtlilton – bóg kłótni, uczt i zabaw
- Ichcuina – bogini wstydu
- Macuilxochitl – bóg muzyki i tańców
- Mayahuel – bogini agawy
- Metztli – bogini księżyca, miłości, małżeństwa i narodzin
- Mictlantecuhtli – bóg śmierci i władca zaświatów
- Mixcoatl – stary bóg polowań
- Nanautzin – bóg słońca
- Nanahuatzin – ojciec słońca i bóg odwagi
- Oxomoco – bóg astrologii i kalendarza
- Patecatl – bóg medycyny
- Tacatecutli – bóg kupców i podróżników
- Tlaclitonatio (Tlachitonatiuh) – bóg ciemności i światła
- Tecciztecatl – bóg księżyca
- Teoyaomqui – bogini martwych wojowników
- Tepeyollotl – bóg gór i trzęsień ziemi
- Tlacotzontli – bóg dróg
- Tlacultetl – bóg seksualności
- Tlahuizcalpantecutli – bóg brzasku dnia i Gwiazdy Zarannej
- Tlaloc – bóg deszczu
- Tlaltecuhtli – bóg ziemi
- Tlazolteotl – bogini miłości i rozkoszy
- Totochtin – bóg północnej strony
- Toci – matka bogów i bogini ziemi
- Omecihuatl – matka bogów
- Ometecuhtli – bóg stworzyciel i dostawca pożywienia
- Ometeotl – bóg najwyższy, kreator
- Tonacatecuhtli – bóg stworzyciel i dostawca pożywienia
- Tonacacihuatl – matka bogów
- Tonatiuh – bóg słońca i poległych wojowników
- Eueucoyotl (Kojot) – bóg płodności
- Uixtochihuatl – bogini soli
- Xilonen – bogini kukurydzy
- Xipe Totec – bóg wiosny i rolnictwa
- Xiuhtecuhtli – bóg ognia i światła
- Xochipilli – bóg kukurydzy i ekstazy
- Xochiquetzal – bogini miłości i zabawy
- Xolotl – bóg poronień i bliźniąt
- Yacatecuhtli – bóg kupców
- Yohualtecuhtli – bóg ziemi, ciemności i śmierci
- Yohaulticetl – bogini księżyca
- Yohualticitl – bogini nocy
- Yaotl – hipostaza Tezcatlipoki

## Literatura dodatkowa
- Maria Frankowska, Mitologia Azteków, Warszawa: Wydawnictwa Artystyczne i Filmowe, 1987, ISBN 83-221-0280-1, OCLC 749579818. Brak numerów stron w książce